# Anthony Lo Bello
Anthony Lo Bello (* 1947) ist ein US-amerikanischer Mathematiker und Mathematikhistoriker.
Lo Bello studierte am Kenyon College (A.B.) und an der Yale University, wo er bei Shizuo Kakutani promoviert wurde (Ergodic transformations of Lebesgue spaces). Er lehrt als Professor für Mathematik am Allegheny College in Meadville, Pennsylvania.
Sein Forschungsgebiet ist die Mathematikgeschichte. Er hat auf dem Gebiet der Graeco-Arabica eine Edition des Kommentars von al-Nayrizi zu Euklid erstellt und zur lateinischen Übersetzung durch Gerhard von Cremona gearbeitet.

## Schriften (Auswahl)
- The commentary of Al-Nayrizi on Book I of Euclid’s Elements of geometry. With an introduction on the transmission of Euclid’s Elements in the Middle Ages. Brill, Boston 2003.
- Gerard of Cremona’s translation of the commentary of Al-Nayrizi on Book I of Euclid’s Elements of geometry. With an introductory account of the twenty-two early extant Arabic manuscripts of the Elements. Brill, Boston 2003.
- The commentary of al-Nayrizi on Books II–IV of Euclid’s Elements of Geometry. With a translation of that portion of Book I missing from Ms Leiden or. 399.1 but present in the newly discovered Qom manuscript edited by Rüdiger Arnzen. Brill, Boston 2009.
- Origins of mathematical words. A comprehensive dictionary of Latin, Greek, and Arabic roots. The Johns Hopkins University Press, Baltimore 2014.